# Oude Sint-Clemenskerk (Gerwen)
De (oude) Sint-Clemenskerk is een kerkgebouw te Gerwen, gelegen aan Heuvel 23 aldaar.
Op deze plaats hebben drie kerken gestaan: De eerste stenen kerk van 1350-1400 was een eenvoudige zaalkerk. Vervolgens werd een driebeukige kruiskerk gebouwd van 1420-1440. In 1620 kwam, na een brand in 1612, de huidige kerk tot stand, waarbinnen zich nog resten bevinden van de voorgaande kerk, die in Kempense gotiek is uitgevoerd. De kerk werd van 1648-1798 voor de protestante eredienst gebruikt, daarna werd ze weer katholiek. Tussen 1887 en 1889 kreeg de kerk een neogotisch interieur. Vincent van Gogh beeldde deze kerk af in 1883.
In 1967 bouwde de rooms-katholieke parochie een nieuwe en grotere Sint-Clemenskerk. De historisch waardevolle oude Sint Clemenskerk, die ondertussen geklasseerd werd als Rijksmonument, zou, naar werd beloofd, een nieuwe bestemming krijgen, die echter nog niet bekend was. Ze kwam dan ook leeg te staan, werd dichtgetimmerd, zwaar verwaarloosd en aan het verval en vandalisme overgegeven.
In 1983 werd de kerk echter gerestaureerd en in gebruik genomen door de Priesterbroederschap Sint Pius X (FSSPX) en kreeg daarbij een nieuw neogotisch interieur met voorwerpen die van elders afkomstig waren. Sinds die tijd dient de Sint Clemenskerk als priorij van de Nederlandse FSSPX. En is daarmee één van de drie priorijen binnen het Benelux district van de FSSPX, waarvan de districtoverste in Brussel zetelt. 

## Gebouw
Het huidige gebouw stamt uit de 15e eeuw, maar werd na de brand in 1612 hersteld en vernieuwd. Het is een driebeukige kruisbasiliek. De pilaren hebben koolbladkapitelen. De vlakopgaande toren heeft drie geledingen en een ingesnoerde naaldspits die in 1801 werd geplaatst. Hierin bevindt zich nog een klok uit 1587, gegoten door H. van Trier.